# 1958年10月12日日食
1958年10月12日日食是一次日全食，發生於1958年10月12日（東半球為10月13日）。新月當天（即朔日），地球上觀測到月球和太阳的角距離極小，此時月球如果恰好在月球交點附近，穿過太阳和地球之間，與地球、太阳接近一直線，則會出現日食。月球本影接觸地表而使該區域完全得不到陽光，就會形成日全食，同時在本影兩側數千公里的半影範圍內遮擋部分陽光，形成日偏食。此次日全食經過了托克劳、库克群岛、法屬玻里尼西亞、智利、阿根廷，日偏食則覆蓋了太平洋中南部兩岸的廣大地區。

## 日食概況

### 出現區域
太平洋西部卡平阿馬朗伊環礁東南約330公里的洋面在10月13日日出時分最先看到日全食，隨後月球本影向東偏南移動，覆蓋了新西兰領地托克劳的全部3個環礁，跨越國際日期變更線後又覆蓋了新西兰的另一個領地库克群岛（今已成為新西兰聯繫邦）和法屬玻里尼西亞的部分島嶼，在泰马唐伊环礁西南約310公里的洋面達到最大食分。此後本影逐漸轉為向東移動，在日落前夕從智利登上南美洲，最終在10月12日日落時分結束於阿根廷聖路易省境內。
本影經過的陸地依次包括：
- 托克勞全境；
- 庫克群島：普卡普卡島、拿騷島（英语：Nassau (Cook Islands)）、蘇瓦羅環礁（英语：Suwarrow）；
- 法屬玻里尼西亞：背風群島的馬努瓦埃環礁、莫皮哈環礁；
- 智利：馬烏萊大區西北部、奧伊金斯將軍解放者大區除東南角外的絕大部分、瓦爾帕萊索大區南部、圣地亚哥首都大区中南部，其中圣地亚哥處於全食帶北緣，市區南部能看見全食，是此次全食帶涉及的唯一首都；
- 阿根廷：自西向東貫穿门多萨省北部後短暫進入聖路易省西部並結束。[3][4]

除了狹窄的全食帶內能看見日全食之外，月球半影覆蓋範圍內都能看到日偏食，包括澳大利亚東部、美拉尼西亚島群除新幾內亞中西部外的大部、密克羅尼西亞島群中東部、玻里尼西亞島群除夏威夷群島和新西兰西南端外的大部、南美洲西部和南部及南極半島一帶。其中大部分位於國際日期變更線以東，在10月12日看到日食，剩下的部分在10月13日看到日食。 

### 基本參數
- 類型：日全食
- 食甚中心處（位於法屬玻里尼西亞泰马唐伊环礁西南約310公里的南太平洋）資料：
  - 時間：1958年10月12日20:54:55.4
  - 地點：23°59.5′S 142°23.3′W / 23.9917°S 142.3883°W
  - 食分：1.0608（全食帶內最大）
  - 日全食持續時間：5分10.8秒

## 相關的日食

### 1957-1960年的日食
月球交替位於相對的月球交點時，以半個交點年（食年），即約177天又4小時間隔出現下列日食。
| 降交點   | 降交點                   |          | 升交點                   | 升交點 |
| 沙羅週期 | 地圖                     | 沙羅週期 | 地圖                     |        |
| 118      | 1957年4月30日 環食       | 123      | 1957年10月23日 全食      |        |
| 128      | 1958年4月19日 環食       | 133      | 1958年10月12日 全食      |        |
| 138      | 1959年4月8日 環食        | 143      | 1959年10月2日 全食       |        |
| 148      | 1960年3月27日 偏食（南） | 153      | 1960年9月20日 偏食（北） |        |

### 沙羅周期
沙羅週期長度為18年11天。本次日食屬於沙羅週期133，共包含72次日食，依次為1219年7月13日至1417年11月8日的12次日偏食、1435年11月20日至1526年1月13日的6次日環食、1544年1月24日的1次全環食（亦稱混合食）、1562年2月3日至2373年6月21日的46次日全食、2391年7月3日至2499年9月5日的7次日偏食，總共歷時1280.14年。其中最長的全食發生於1850年8月7日，共持續了6分50秒。
下表列舉了1901年至2100年間發生的屬於該周期的日食，是第39至49次：
| 39             | 40             | 41            |
| -------------- | -------------- | ------------- |
| 1904年9月9日   | 1922年9月21日  | 1940年10月1日 |
| 42             | 43             | 44            |
| 1958年10月12日 | 1976年10月23日 | 1994年11月3日 |
| 45             | 46             | 47            |
| 2012年11月13日 | 2030年11月25日 | 2048年12月5日 |
| 48             | 49             |               |
| 2066年12月17日 | 2084年12月27日 |               |

## 資料來源
1. ↑  樊忠玉. . 中国天文科普网.   [2016-03-22]. （原始内容存档于2014-09-17）.
2. 1 2  Fred Espenak. . NASA Eclipse Web Site.   [2016-03-22]. （原始内容存档于2016-05-07）.（英文）
3. ↑  Fred Espenak. . NASA Eclipse Web Site.   [2016-03-22]. （原始内容存档于2016-01-26）.（英文）
4. ↑  Xavier M. Jubier. .   [2016-03-22]. （原始内容存档于2016-10-25）.（法文）（英文）
5. ↑  Fred Espenak. . NASA Eclipse Web Site.   [2016-03-22]. （原始内容存档于2008-08-29）.（英文）
6. ↑  Fred Espenak. . NASA Eclipse Web Site.（英文）

## 外部連結
- NASA日食專頁（页面存档备份，存于）（英文）
- 可見區域圖和時間統計：由弗雷德·埃斯佩纳克做出的日食預報，NASA/GSFC
  - Google互動地圖呈現的日食範圍
  - 貝塞爾元素
- Google地圖顯示的日全食和日偏食範圍（页面存档备份，存于）（法文）（英文）

| \| \| 日食 \|                             |                               |                                          |
| 上一次日食： 1958年4月19日日食 （日環食） | 1958年10月12日日食 （日全食） | 下一次日食： 1959年4月8日日食 （日環食） |
| 上一次日全食： 1957年10月23日日食         | 1958年10月12日日食 （日全食） | 下一次日全食： 1959年10月2日日食         |
|                                           | 日食                          |                                          |